# Turkowy
Turkowy est une localité polonaise de la gmina de Perzów, située dans le powiat de Kępno en voïvodie de Grande-Pologne.